# Det sjuka barnet
Det sjuka barnet (norska: Det syke barn), även Den sjuka flickan, är en oljemålning av den norske konstnären Edvard Munch. Målningen finns i flera utföranden, varav sex oljemålningar. 
Den första versionen är från 1885–1886 och är utställd på Nasjonalmuseet for kunst, arkitektur og design i Oslo. Den andra versionen är från 1896 och tillhör Göteborgs konstmuseum. Den tredje och fjärde är från 1907, sannolikt är båda beställda av finansmannen och konstsamlaren Ernest Thiel. Idag ägs de av Thielska galleriet i Stockholm respektive Tate Modern. De två sista versionerna ägs idag av Munchmuseet i Oslo.
Målningen visar en ung flicka som är sjuk och en sörjande vuxen bredvid henne. Den knyter an till Munchs så kallade Livsfris – hans serie målningar om livets faser, inte minst kretsande kring sjukdom, ångest och död. Liksom dessa verk har denna målning en bakgrund i konstnärens eget liv. Munchs äldre syster Sofie dog 1877 vid femton års ålder i tuberkulos. Även om motivet har en personlig bakgrund finns det gott om exempel på samtida konstnärer som arbetat med liknande socialrealistiska motiv, till exempel Christian Krohg i Sjuk flicka. 
Det sjuka barnet ställdes ut för första gången på Høstutstillingen i Kristiania (Oslo) 1886, men då under namnet Studie. Med sin okonventionella form väckte målningen stor uppmärksamhet, men också i viss grad erkännande. Versionen från 1896 målades i Paris på beställning av samlaren och mecenaten Olaf Schou. Munch hade då den första versionen i sin ateljé att utgå ifrån. Den andra versionen är flödigare målad med starkare kontraster än den första. Schou skänkte 1909 målningen till Nasjonalmuseet i Oslo, som 1931 bytte den mot den första versionen. År 1933 kunde Göteborgs konstmuseum köpa Schous bortbytta Parisversion från 1896 för 18 000 kronor.
Den version från 1907 som idag finns på Tate Modern i London beslagtogs på Staatliche Gemäldegalerie i Dresden den 9 november 1937 av propagandaministeriet i Nazityskland. Detta skedde inom ramen för en landsomfattande beslagsaktion som inleddes i juli det året och riktade sig mot all offentlig så kallad Entartete Kunst. Målningen förvarades i Schloss Schönhausens värdedepå fram till slutet av 1938 då den transporterades till Oslo för att medverka vid en auktion där, kallad "Edvard Munchs tyske museums malerier". Den såldes i januari 1939 som artikel nr 40 (av 83). Den ropades in för 1000 pund av Thomas Olsen, som samma år donerade målningen till Tate Modern.

## Alternativa utförande

Den sjuka flickan (1896) på Göteborgs konstmuseum.
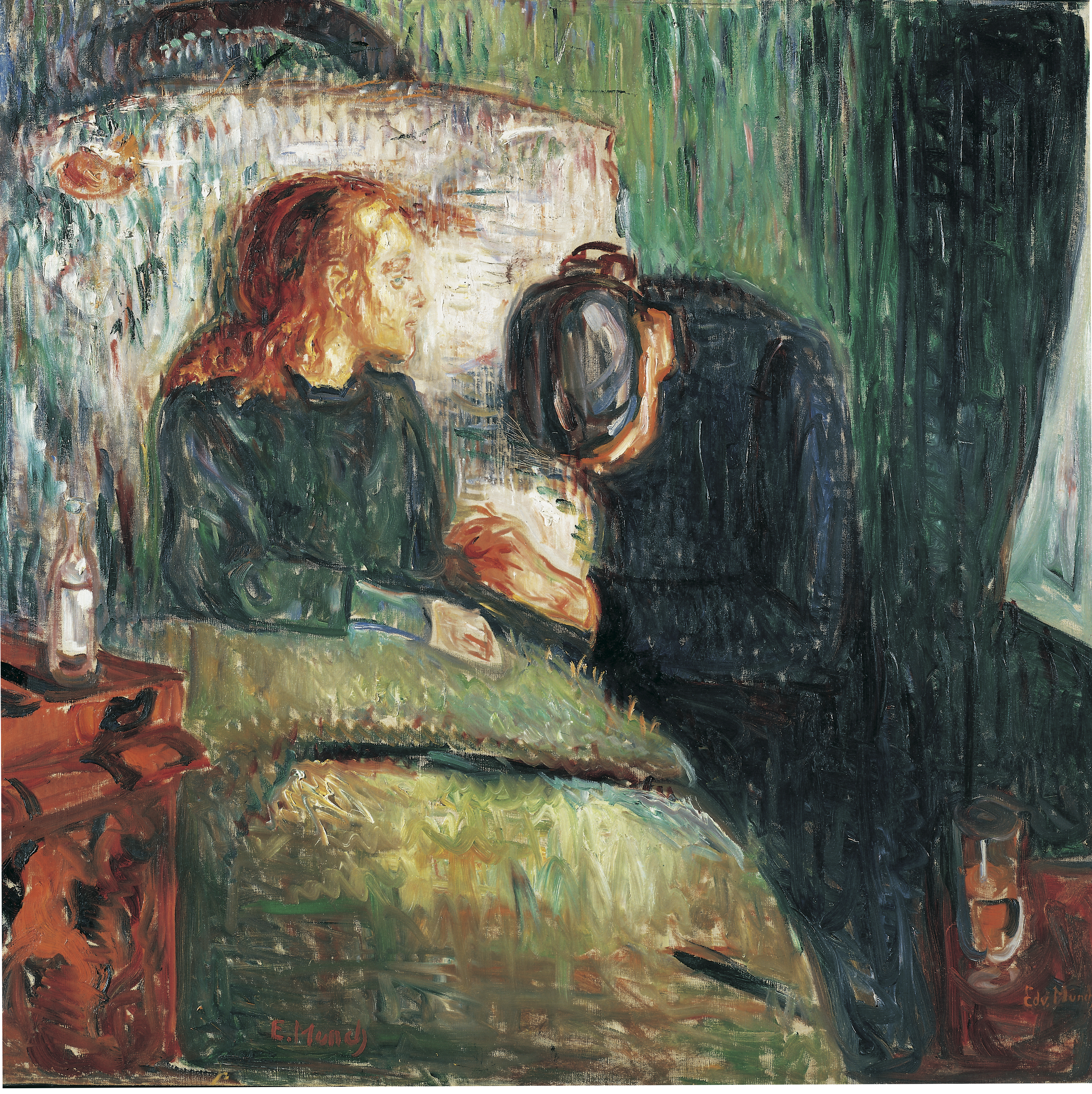
Versionen från 1907 finns utställd på Tate Modern.
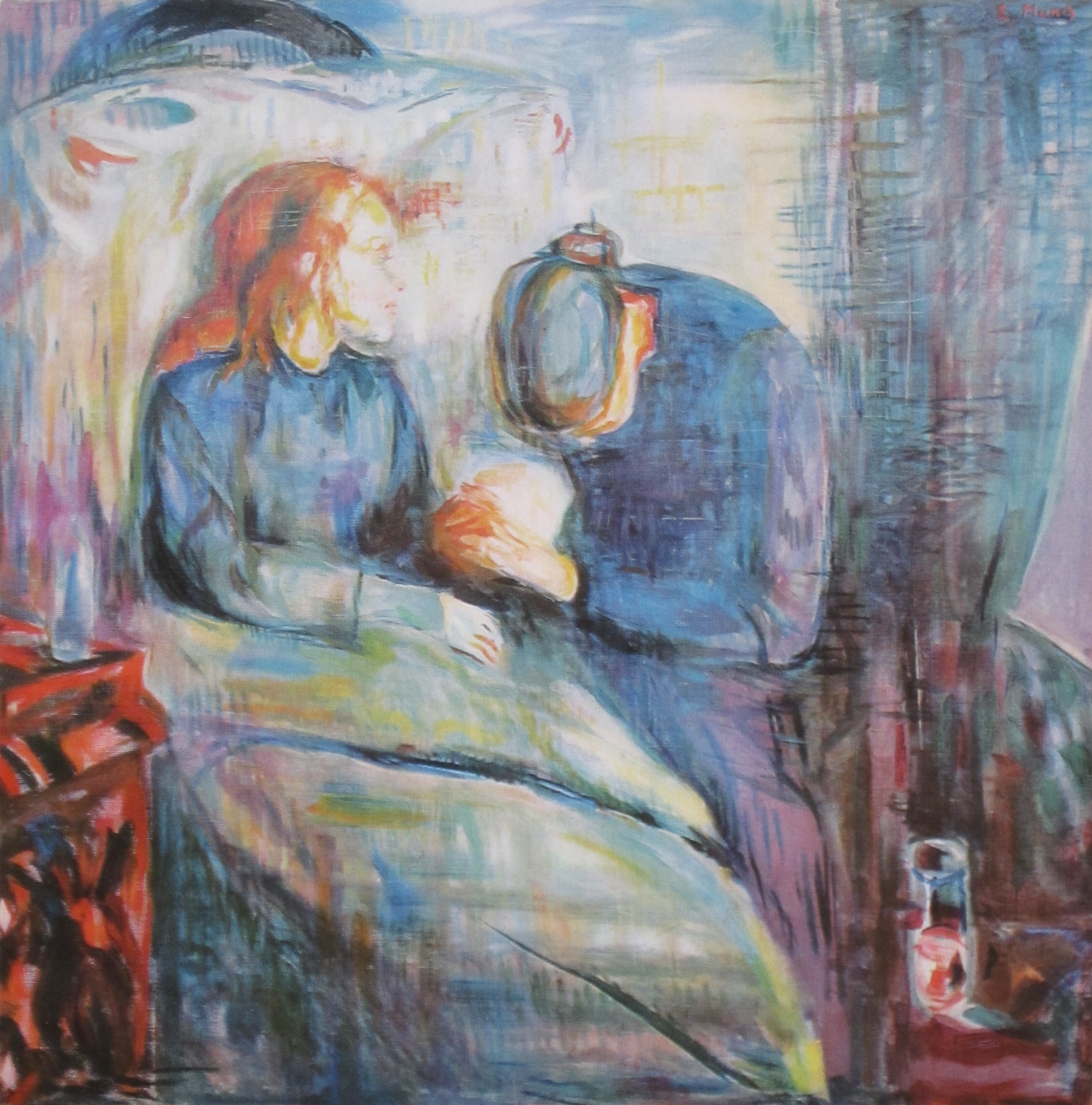
Versionen från 1925 finns på Munchmuseet i Oslo.
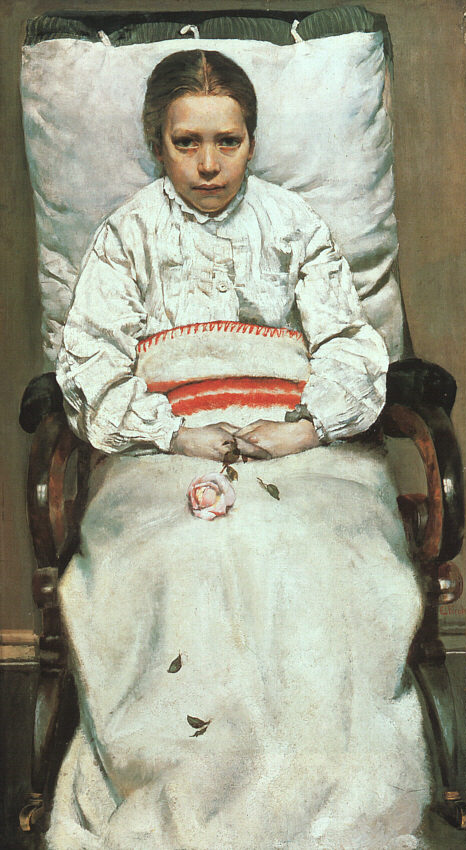
Syk pike av Christian Krohg från 1880–1881 (Nasjonalmuseet for kunst, arkitektur og design).